# Labh Singh
Labh Singh (* 25. April 1939) ist ein ehemaliger indischer Weit- und Dreispringer.
Im Dreisprung schied er bei den Olympischen Spielen 1964 in Tokio in der Qualifikation aus und gewann Bronze bei den Asienspielen in Bangkok.
1970 wurde er bei den British Commonwealth Games in Edinburgh Sechster im Dreisprung. Bei den Asienspielen in Bangkok gewann er Silber im Dreisprung und Bronze im Weitsprung.
Seine persönliche Bestleistung im Dreisprung von 16,04 m stellte er 1968 auf.